# Mathias Klintberg

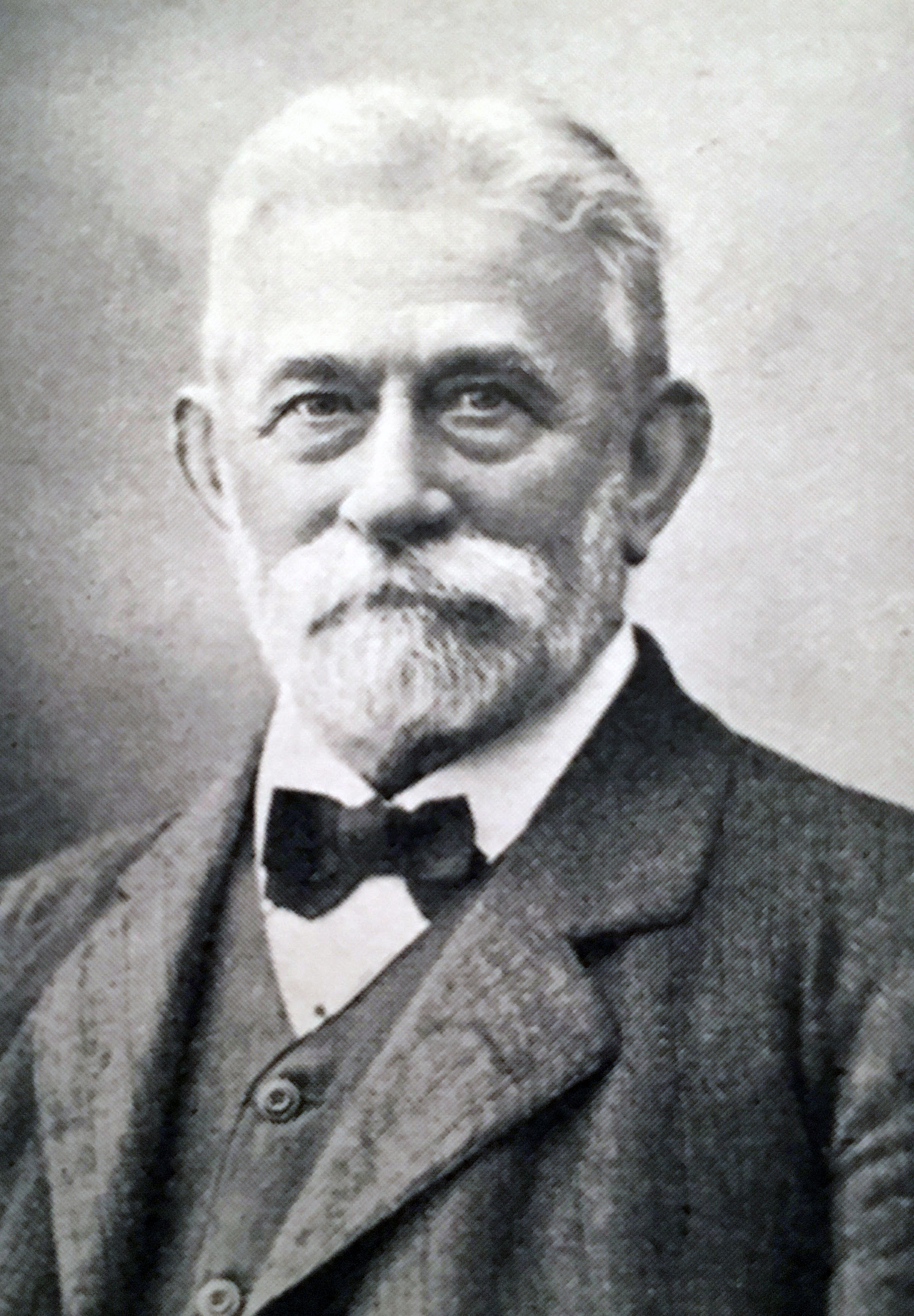
Mathias Klintberg, aus dem Buch Gotländskt porträttgaller von 1926

Mathias Victor Klintberg (* 9. Oktober 1847 im Kirchspiel När, Gotland; † 18. Juni 1932 in Visby) war ein schwedisch-gotländischer Linguist und Volkskundler. 

## Leben und Wirken
Klingtberg wurde 1849 im Kirchspiel När auf Gotland geboren und studierte später an der Universität in Uppsala nordische Sprachen. Einer seiner Dozenten war der ebenfalls von Gotland stammende Carl Säve. Nach seiner Promotion wurde Klintberg Dozent für Englisch und Französisch in Visby, Neben seinem Interesse für Sprachen begann Klingtberg bereits in seiner Studienzeit ein Interesse für Botanik zu entwickeln und baute ein Herbarium von auf Gotland gefundene Pflanzen auf. Zudem begann er die gotländische Volksmusik zu dokumentieren. Entsprechende Publikationen Klintbergs erschienen in den Jahren 1879 und 1880. Bald schon fokussierte sich Klintberg jedoch auf die auf der Insel gesprochene genuine gutnische Sprache (Gutamål) und begann insbesondere im südöstlichen Kirchspiel Lau die gutnische Umgangssprache zu dokumentieren, wobei er von vielen Einheimischen unterstützt wurde. Unter ihnen befand sich auch der aus Kauparve (Kirchspiel Lau) stammende Landwirt Jakob Karlsson, der zwischen 1889 und 1929 262 Briefe in Gutamål an Klintberg verfasst hatte. Ein großer Tiel davon ist in jüngerer Zeit in zwei Buchbänden veröffentlicht worden. Beeinflusst von der aufkommenden experimentellen Phonetik und einem Zusammentreffen mit Adolf Noreen, der 1878 Material über die Umgangssprache auf der Insel Fårö (Fårömål) sammelte, erarbeitete Klintberg in den folgenden Jahren eine Dissertationsschrift über Qualität und Akzent des Laumåls. Klintberg wurde schließlich 1886 in Uppsala zum Doktor der Philosophie ernannt. Von 1889 bis 1907 bekleidete er die Funktion des Direktors des gotländischen Museums (Gotlands Fornsal). Über seine linguistischen Arbeiten hinaus, wandte sich Klingtberg auch der Dokumentarfotografie zu. So sind von Klintberg heute mehr als 1500 Negative erhalten, die Leben und Alltag in der Zeit um die Jahrhundertwende auf Gotland zeigen.
Klingtberg starb 1932 in Visby und ist auf dem Norra kyrkogården in Visby begraben.